# Disembolus phanus
Disembolus phanus är en spindelart som först beskrevs av Chamberlin 1948.  Disembolus phanus ingår i släktet Disembolus och familjen täckvävarspindlar. Inga underarter finns listade i Catalogue of Life.